# Gulf Komara FC
Komara Gulf F.C., actualmente conocido como PRK Komara Gulf por motivos de patrocinio, y anteriormente como Erema Gulf F.C., es un club profesional de fútbol que representa a Provincia del Golfo en Papúa Nueva Guinea.
El club fue campeón saliente de la desaparecida Liga Premier Nacional de Papúa Nueva Guinea, habiendo ganado el título en 2018.

## Competiciones Nacionales
- Liga de Papúa Nueva Guinea
  - Cuarto: 2019–20

- Liga Premier Nacional de Papúa Nueva Guinea
  - campeones: 2018

## Historia

### Fundación y primeros años
En julio de 2014, se informó que un equipo que representaba a la Provincia del Golfo, bajo el nombre de Erema Gulf FC, había presentado una Expresión de interés antes de la Liga Nacional de Fútbol de Papúa Nueva Guinea 2015. Esto fue impulsado aún más en octubre de 2014 por un pago de K45,000 de Petroleum Resources Kutubu, quien luego patrocinaría al equipo. Sin embargo, no se aceptó su entrada.
La temporada siguiente, en medio de un campo ampliado, el equipo ingresó con éxito a la competencia y fue atraído a la Conferencia Sur. Con Hekari United ganó todos los partidos, hubo una batalla reñida por el segundo puesto de clasificación, con Erema cayendo tres puntos por debajo del Rapatona después de tres victorias, contra el FC Port Moresby, PS United y Gigira Amoana: dos empates y cinco derrotas, incluidas derrotas por 3-0 y 9-3 ante Hekari. El equipo terminó cuarto en la Conferencia Sur.

### División de liga
Como parte de la división de liga, Erema se separó de la Papua New Guinea Football Association y se unió a la rebelde Federación de Fútbol de Papúa Nueva Guinea, y durante dos temporadas participó en su competición insignia, el Liga Premier Nacional. El equipo llegó a la Conferencia Sur y terminó tercero en la temporada 2017, detrás de Hekari United y Papaka FC.
En la temporada 2018, el equipo volvió a participar en la Conferencia Sur, junto con Hekari, Admiralty FC y Gigira Amoana. Dado que los equipos solo se enfrentaron una vez, una victoria por 2-1 sobre el Hekari United el 24 de febrero de 2018 fue suficiente para ver el lado encabeza la Conferencia Sur y avanza a la Gran Final. Allí, derrotaron al Morobe FC 4–3 para reclamar su primera pieza de platería doméstica.

### Volver a NSL
En enero de 2019, se confirmó que el equipo regresaría a la Liga Nacional de Fútbol ahora reunida para la temporada 2019, participando una vez más en la Conferencia Sur, bajo un nuevo nombre. – Gulf Komara FC. El ex portero internacional David Aua fue nombrado entrenador en jefe. El club tuvo una temporada moderada, permaneciendo en la pelea por clasificarse para los playoffs hasta la penúltima jornada, cuando empató 0-0 con el FC Bougainville los alejó demasiado de sus rivales. El club terminó sexto de ocho equipos.
El equipo fue uno de los diez equipos que participaron en la Liga Nacional de Fútbol 2019-20, y disfrutaron de una temporada mucho más exitosa, a pesar de un comienzo lento. Perdieron cinco de sus nueve partidos en la primera mitad de la temporada, ocupando el sexto lugar a mitad de camino, pero victorias clave contra sus rivales de playoffs FC Bougainville y Vitiaz United los vio en disputa antes del último día, y una victoria por 5-0 sobre Star Mountain combinada con resultados en otros lugares en su camino vio ellos se elevan a fo urth y clasificarse para los playoffs en la última instancia posible. Fueron empatados contra Minor Premiers Lae City en la semifinal de los playoffs y perdieron por poco 2-1, mientras que una derrota por 5-0 ante Hekari United en el playoff por el tercer lugar los vio terminar la temporada en cuarto lugar.

## Historia de la liga
| Temporada               | Div.        | Pos.     | Pld.     | W        | D        | L        | F        | A        | Pts.     | Eliminatorias   | OFC?            |
| ----------------------- | ----------- | -------- | -------- | -------- | -------- | -------- | -------- | -------- | -------- | --------------- | --------------- |
| liga nacional de futbol |             |          |          |          |          |          |          |          |          |                 |                 |
| 2006                    | no entró    | no entró | no entró | no entró | no entró | no entró | no entró | no entró | no entró | no entró        | no entró        |
| 2007–08                 | no entró    | no entró | no entró | no entró | no entró | no entró | no entró | no entró | no entró | no entró        | no entró        |
| 2008–09                 | no entró    | no entró | no entró | no entró | no entró | no entró | no entró | no entró | no entró | no entró        | no entró        |
| 2009–10                 | no entró    | no entró | no entró | no entró | no entró | no entró | no entró | no entró | no entró | no entró        | no entró        |
| 2010–11                 | no entró    | no entró | no entró | no entró | no entró | no entró | no entró | no entró | no entró | no entró        | no entró        |
| 2011–12                 | no entró    | no entró | no entró | no entró | no entró | no entró | no entró | no entró | no entró | no entró        | no entró        |
| 2013                    | no entró    | no entró | no entró | no entró | no entró | no entró | no entró | no entró | no entró | no entró        | no entró        |
| 2014                    | no entró    | no entró | no entró | no entró | no entró | no entró | no entró | no entró | no entró | no entró        | no entró        |
| 2015                    | no entró    | no entró | no entró | no entró | no entró | no entró | no entró | no entró | no entró | no entró        | no entró        |
| 2015–16                 | NSL (South) | 4th      | 10       | 3        | 2        | 5        | 15       | 25       | 11       | did not qualify | did not qualify |
| National Premier League |             |          |          |          |          |          |          |          |          |                 |                 |
| 2017                    | NPL (South) | 3rd      | 10       | 4        | 3        | 3        | 21       | 18       | 15       | did not qualify | did not qualify |
| 2018                    | NPL (South) | 1st      | 3        | 2        | 1        | 0        | 5        | 3        | 7        | Champions       | did not qualify |
| National Soccer League  |             |          |          |          |          |          |          |          |          |                 |                 |
| 2019                    | NSL (South) | 6th      | 14       | 5        | 2        | 7        | 23       | 21       | 17       | did not qualify | did not qualify |
| 2019–20                 | NSL         | 4th      | 18       | 8        | 1        | 9        | 27       | 28       | 25       | 4th             | did not qualify |